# Sueliton
Sueliton Pereira de Aguiar, meglio noto come Sueliton (Vitória de Santo Antão, 19 agosto 1986), è un ex calciatore brasiliano, di ruolo difensore.

## Carriera
Ha giocato nella massima serie e nella seconda divisione brasiliana.

## Statistiche

### Presenze e reti nei club
Statistiche aggiornate al 12 settembre 2021.
| Stagione              | Squadra               | Campionato            | Campionato | Campionato | Coppe nazionali | Coppe nazionali | Coppe nazionali | Coppe continentali | Coppe continentali | Coppe continentali | Altre coppe | Altre coppe | Altre coppe | Totale | Totale |
| Stagione              | Squadra               | Comp                  | Pres       | Reti       | Comp            | Pres            | Reti            | Comp               | Pres               | Reti               | Comp        | Pres        | Reti        | Pres   | Reti   |
| --------------------- | --------------------- | --------------------- | ---------- | ---------- | --------------- | --------------- | --------------- | ------------------ | ------------------ | ------------------ | ----------- | ----------- | ----------- | ------ | ------ |
| 2010                  | ABC                   | C                     | 6          | 0          |                 | -               | -               |                    | -                  | -                  |             | -           | -           | 6      | 0      |
| 2011                  | São José-RS           | PD/RS                 | 13         | 2          | CB              | 2               | 0               |                    | -                  | -                  |             | -           | -           | 15     | 2      |
| 2011-2012             | Rayo Vallecano        | PD                    | 0          | 0          | CR              | 1               | 0               |                    | -                  | -                  |             | -           | -           | 1      | 0      |
| ago.-dic. 2012        | Rayo Vallecano        | PD                    | 0          | 0          | CR              | 2               | 0               |                    | -                  | -                  |             | -           | -           | 2      | 0      |
| Totale Rayo Vallecano | Totale Rayo Vallecano | Totale Rayo Vallecano | 0          | 0          |                 | 3               | 0               |                    | -                  | -                  |             | -           | -           | 3      | 0      |
| 2013                  | Criciúma              | PD/SC+A               | 12+27      | 0+2        | CB              | 6               | 0               | CS                 | 2                  | 0                  |             | -           | -           | 47     | 2      |
| 2014                  | Atlético Paranaense   | A                     | 30         | 0          | CB              | 1               | 0               | CL                 | 8                  | 0                  |             | -           | -           | 39     | 0      |
| 2015                  | Joinville             | PD/SC+A               | 13+6       | 0          | CB              | 2               | 0               |                    | -                  | -                  |             | -           | -           | 21     | 0      |
| 2016                  | Goiás                 | PD/GO+B               | 13+15      | 0          | CB              | 0               | 0               |                    | -                  | -                  |             | -           | -           | 28     | 0      |
| 2017                  | Náutico               | A1/PE+B               | 2+12       | 0+1        |                 | -               | -               |                    | -                  | -                  |             | -           | -           | 14     | 1      |
| 2018                  | Mirassol              | A1/SP                 | 2          | 0          |                 | -               | -               |                    | -                  | -                  |             | -           | -           | 2      | 0      |
| 2018                  | Criciúma              | PD/SC+B               | 2+3        | 0+1        |                 | -               | -               |                    | -                  | -                  |             | -           | -           | 5      | 1      |
| 2019                  | Paraná                | A1/PR+B               | 2+3        | 0+1        | CB              | 1               | 0               |                    | -                  | -                  |             | -           | -           | 6      | 1      |
| 2021                  | Próspera              | PD/SC                 | 8          | 0          |                 | -               | -               |                    | -                  | -                  |             | -           | -           | 8      | 0      |
| Totale carriera       | Totale carriera       | Totale carriera       | 204        | 6          |                 | 15              | 0               |                    | 10                 | 0                  |             | -           | -           | 229    | 6      |

## Palmarès

### Club

#### Competizioni nazionali
- Campeonato Brasileiro Série C: 1

ABC: 2010

#### Competizioni statali
- Campionato Catarinense: 1

Criciúma: 2013
- Campionato Goiano: 1

Goiás: 2016